# Nemesis the Warlock (videogioco)
Nemesis the Warlock è un videogioco a piattaforme pubblicato nel 1987 per Commodore 64, ZX Spectrum e Amstrad CPC dall'editrice britannica Martech. Si basa sul cupo e sanguinoso fumetto Nemesis the Warlock della rivista britannica 2000 AD.

## Modalità di gioco
Il giocatore controlla Nemesis e deve affrontare la fortezza di Torquemada, formata da numerosi livelli a piattaforme e a schermata fissa. I nemici sono i Terminator, folli seguaci di Torquemada che vengono rimpiazzati man mano che muoiono e devono essere uccisi in un certo numero per poter superare ciascun livello.
Nemesis è armato di spada e di un'arma da fuoco che però ha colpi limitati; per usarle deve fermarsi, con la prima pressione del pulsante di fuoco sguaina l'arma e con quelle successive sferra un colpo di spada o spara. Può anche, una volta per livello, sputare un potente getto d'acido.
Ogni Terminator ucciso viene scaraventato via con una elaborata animazione e il suo cadavere resta in permanenza sull'area di gioco, diventando anch'esso una piattaforma su cui camminare. In alcuni livelli è proprio necessario ammucchiare pile di cadaveri per raggiungere l'uscita.
Da alcuni cadaveri appena uccisi possono anche fuoriuscire, sfondandone dall'interno il torace, degli spettri armati di falce, nemici più resistenti. Gli spettri sono più frequenti man mano che passa il tempo, indicato in ogni livello da un'immagine di Torquemada che diventa sempre più visibile.
I nemici sono pericolosi al contatto e talvolta sparano; si ha a disposizione una sola vita, i punti ferita sono rappresentati da una mano che stringe sempre più un cuore fino a spappolarlo. Si può perdere all'istante anche uscendo da un livello dalla parte sbagliata e precipitando; il lato giusto non è indicato e spesso bisogna andare per tentativi.